# Still Growing Up: Live & Unwrapped
Der Konzertfilm Still Growing Up: Live & Unwrapped ist das fünfte Livealbum auf Video und das achte Videoalbum insgesamt des englischen Singer-Songwriters und Rock-Musikers Peter Gabriel und wurde am 31. Oktober 2005 von Real World Records in Großbritannien und am 15. November 2005 in den USA veröffentlicht.

## Veröffentlichung
Das Album wurde als Konzertfilm von Hamish Hamilton und Peter Gabriel veröffentlicht. Er zeigt mehrere Live-Auftritte von Gabriels Still Growing Up Tour von 2004. Als Bonusmaterial gibt es exklusive Interviews mit Gabriel und seiner Live-Band, Live-Proben von Darkness, No Way Out und Growing Up sowie Live-Auftritte von Father, Son und Downside-Up in der Fernsehsendung Later... with Jools Holland der BBC.

## Hintergrund
Der Film zielt darauf ab, Gabriel in einer intimeren Umgebung zu zeigen und verzichtet auf viele der in Growing Up Live gezeigten Bühnenpossen, wie etwa das Singen über Kopf bei Downside-Up bei der Growing Up Tour.
Still Growing Up Live & Unwrapped ist der Nachfolger von Peter Gabriels Growing Up Live-DVD aus dem Jahr 2003 und zeigt den zweiten Teil der Tournee, die Peters siebtes Studioalbum Up begleitete. Für den Live-Film hat sich Peter Gabriel erneut mit dem Regisseur Hamish Hamilton zusammengetan und zeigt Aufnahmen von über 20 Shows und Festivals in ganz Europa, die im Juni und Juli 2004 gedreht wurden. Das Unwrapped-Element ist eine separate Disc mit exklusivem Material hinter den Kulissen, das von Gabriels Tochter Anna Gabriel gedreht wurde, die während der gesamten Tournee einen besonderen Einblick hatte. Als Dokumentarfilmerin mit Sitz in New York konnte Anna interne Szenen mit ihrem Vater und der Band einfangen, die Unwrapped, wie bereits bei dem Dokumentarfilm von der Growing Up Tour mit dem Namen Growing Up on Tour: A Family Portrait von 2004, einen sehr persönlichen Touch verleihen sollen.

## Titelliste
Alle Lieder wurden von Peter Gabriel geschrieben.
(Quelle:)

### Disc 1:Still Growing Up Live
1. The Feeling Begins – 4:42
2. Red Rain – 6:24
3. Secret World – 9:33
4. White Ashes – 6:08
5. Games Without Frontiers – 5:40
6. Burn You Up, Burn You Down – 4:34
7. The Tower That Ate People – 5:16
8. San Jacinto – 10:18
9. Digging in the Dirt – 6:39
10. Solsbury Hill – 4:20
11. Sledgehammer – 6:31
12. Come Talk to Me – 6:41
13. Biko – 10:19

Gesamtspielzeit (Disc 1 Hauptfilm): 1:27:05

### Disc 1: Extras
1. In Your Eyes (From The 2004 'Still Growing Up Live' Tour) – 11:48
2. No Self Control (From The 1988 'This Way Up' World Tour Film 'P.O.V.') – 6:02
3. Credits – 1:52

Gesamtspielzeit (Disc 1 Extras): 19:42

Gesamtspielzeit (Disc 1): 1:46:47

### Disc 2:Still Growing Up Unwrapped
1. Red Rain – 7:01
2. Secret World – 8:59
3. White Ashes – 5:42
4. Burn You Up, Burn You Down – 4:52
5. San Jacinto – 10:06
6. Digging in the Dirt – 6:34
7. Solsbury Hill – 4:11
8. Sledgehammer – 6:56
9. The Tower That Ate People – 5:46
10. Come Talk to Me – 6:10
11. Biko – 9:36
12. Epilogue – 1:17

Gesamtspielzeit (Disc 2 Hauptfilm): 1:17:10

### Disc 2: Extras
1. Darkness (Early Studio Footage 2002) – 6:20
2. No Way Out (Early Studio Footage 2002) – 7:31
3. Growing Up (Early Studio Footage 2002) – 7:23
4. Downside-Up (BBC Show Later... With Jools Holland, May 2000) – 6:14
5. Father, Son (BBC Show Later... With Jools Holland, May 2000) – 4:16

Gesamtspielzeit (Disc 2 Extras): 31:44

Gesamtspielzeit (Disc 2): 1:48:54

Gesamtspielzeit (Disc 1 + Disc 2): 3:35:41

## Mitwirkende

### Musiker
- Richard Evans – E-Gitarre, Mandola, Pfeifen, Begleitgesang
- Melanie Gabriel – Begleitgesang
- Peter Gabriel – Hauptgesang, Keyboards
- Tony Levin – Bassgitarre, Begleitgesang
- Ged Lynch – Schlagzeug
- Lévon Minassian – Duduk
- David Rhodes – E-Gitarre, Begleitgesang
- Rachel Z – Keyboards, Begleitgesang

### Technisches Personal
- Anna Gabriel – Filmregisseur
- Peter Gabriel – Liner Notes
- Hamish Hamilton – Filmregisseur
- Ian Stewart – Filmproduzent